# Монумент Христові-Спасителю (Бучач)
Монумент Христові-Спасителю — пам'ятка монументального мистецтва місцевого значення в Бучачі Тернопільської області. Охоронний номер 1320.
Розташований на роздоріжжі вулиць генерала Шухевича і Грушевського.
Відкритий та освячений 2003 року.
Композиція монументу складається з фігури Ісуса Христа і колони, яка увінчана зображенням земної кулі з хрестом. Висота — 12,5 м. 
Автор скульптури — Роман Вільгушинський.
На великі християнські свята, у Великий піст мешканці Бучача та прилеглих сіл проводять молитовні ходи, Хресні дороги, Марші миру до монумента, де відправляють молебні,. Тут відправляли панахиди за Небесною сотнею, зустрічали похоронні кортежі загиблих військовиків Ігоря Римара та Руслана Степули.